# Musée national de Bahreïn
Le musée national de Bahreïn (en arabe : متحف البحرين الوطني) est le plus grand et l'un des plus anciens musées au Bahreïn, situé à Manama, la capitale.

## Historique
Construit près de la King Faisal Highway à Manama, la capitale, et inauguré en décembre 1988, le musée conçu par une société danoise, KHR Arkitekter, couvre 27 800 mètres carrés, et se compose de deux bâtiments.
Il possède une riche collection d'artefacts archéologiques de l'ancien Bahreïn, acquise depuis 1988, et couvre 6 000 ans de l'histoire du royaume. Trois grandes salles sont consacrées à l'archéologie et à la civilisation antique de Dilmun.
Le grand hall présente au sol un plan satellitaire de l'île, avec l'état actuel (vers 2000) de toutes les installations humaines. Les murs du même hall présentent en arabe et en anglais une excellente introduction sur l'architecture traditionnelle bahreinie, et les réalisations de réhabilitation ainsi que les projets de mise en valeur des différents héritages.
Deux autres salles représentent la Culture de Bahreïn, du passé récent pré-industriel, essentiellement du début du XXe siècle : vie quotidienne, traditions familiales et religieuses...
Depuis 1993, une salle supplémentaire, d'histoire naturelle, traite l'environnement naturel de Bahreïn, flore et faune. Parmi les objets exposés dans la section d'histoire ancienne, figure un réel tumulus de Dilmun, transporté de son site dans le désert, et remonté au musée. L'évolution des pratiques funéraires des différentes périodes de Dilmun est particulièrement bien mise en valeur.
Un tableau vivant représente une scène de l'épopée de Gilgamesh, faisant référence à Bahreïn qui, dans le récit est présenté comme le paradis de Dilmun.
La salle des manuscrits et documents expose d'anciens manuscrits du Coran, des notes sur l'astronomie, des documents historiques, des lettres officielles.